# Malörtsmalmätare
Malörtsmalmätare (Eupithecia innotata) är en fjärilsart som beskrevs av Hüfnagel 1767. Malörtsmalmätare ingår i släktet Eupithecia och familjen mätare. Arten är reproducerande i Sverige. Inga underarter finns listade i Catalogue of Life.

## Bildgalleri

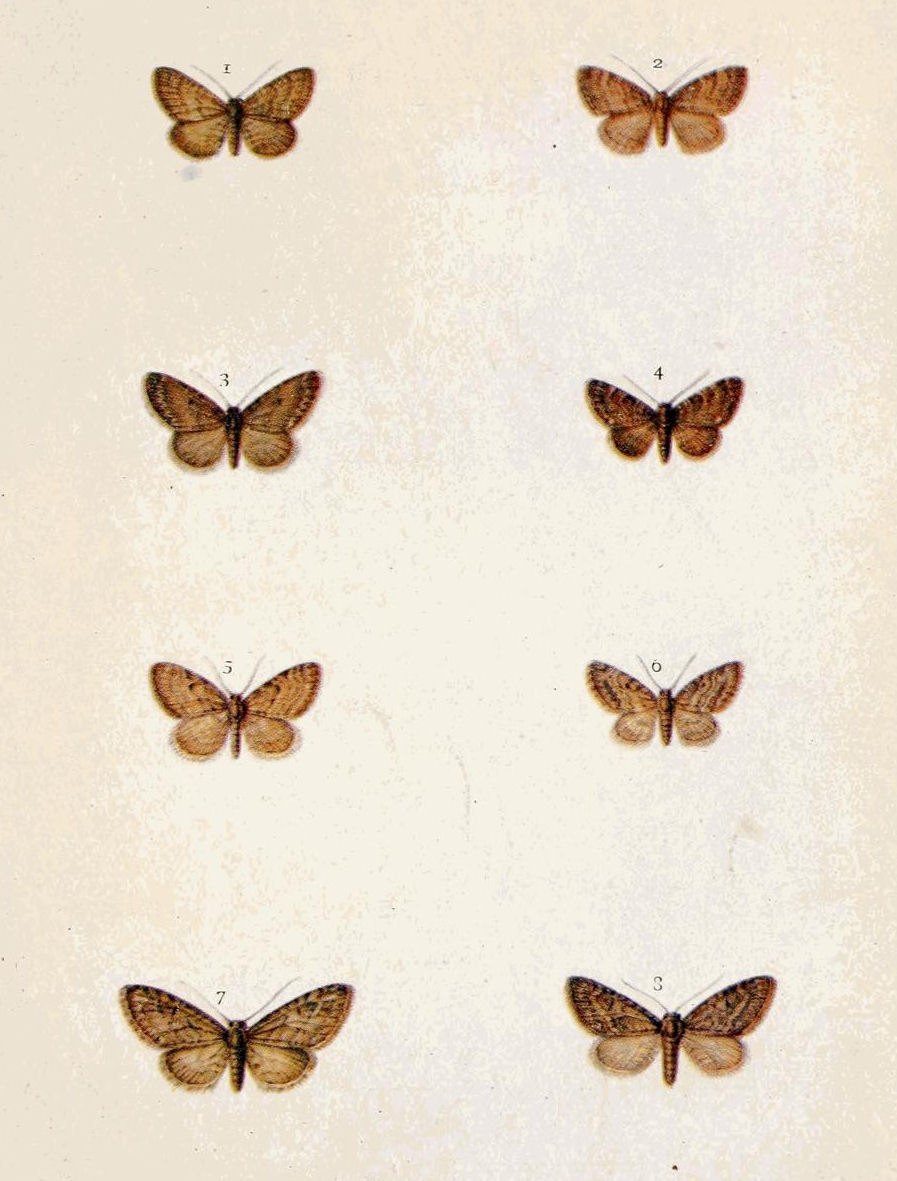